# 친정 (전쟁)
친정(親征)은 국가원수가 직접 출정하여 정벌하는 일이다. 과거에는 여러 국가들에서 행하여 왔으나 화기가 발달한 19세기 중반 이후에는 찾아볼 수 없게 되었다.
고려의 태조가 후백제를 친정한 일과 명나라의 영락제가 몽골을 친정한 일, 명나라의 정통제가 오이라트를 친정한 일과 청나라의 홍타이지가 조선을 친정한 일, 강희제가 몽골을 친정한 일 등이 대표적이다. 유럽에서는 국가가 분열된 일이 많아 친정이 많은 편이었는데 백년전쟁 당시 잉글랜드의 헨리 5세가 프랑스를 친정한 일이 대표적이다.